# Bicupolă

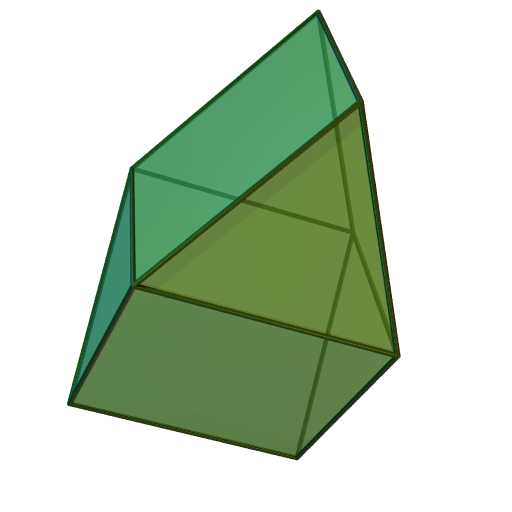
Girobifastigiumul (J26) poate fi considerat o girobicupolă digonală

În geometrie o bicupolă este un poliedru convex format prin conectarea a două cupole prin bazele lor.
Există două clase de bicupole, deoarece fiecare cupolă (jumătate de bicupolă) este mărginită alternativ de triunghiuri și pătrate. Dacă fețele similare ale celor două cupole sunt atașate împreună, rezultatul este o ortobicupolă, iar dacă pătratele sunt atașate de triunghiuri, este o girobicupolă.
Ca și cupolele, piramidele, bipiramidele, prismele și trapezoedrele, există o mulțime infinită de bicupole.
Șase bicupole au fețele poligoane regulate: orto și girobicupolele triunghiulare, pătrate și pentagonale. Girobicupola triunghiulară este un poliedru arhimedic, cuboctaedrul, celelalte cinci fiind poliedre Johnson.
Bicupolele de ordin superior pot fi construite dacă se admite ca fețele din flancuri să fie dreptunghiuri și triunghiuri isoscele.
Bicupolele au particularitatea că au câte patru fețe care se întâlnesc în fiecare vârf. Aceasta înseamnă că poliedrele lor duale vor avea toate fețele patrulatere. Cel mai cunoscut exemplu este dodecaedrul rombic, compus din 12 fețe rombice. Dualul formei orto, ortobicupola triunghiulară, este un dodecaedru asemănător cu dodecaedrul rombic, dar are 6 fețe trapezoidale care alternează laturile lungi și scurte în jurul circumferinței.

## Forme

### Ortobicupole
| Simetrie       | Imagine | Descriere                                                                                             |
| -------------- | ------- | --- |
| D2h [2,2] *222 |         | Ortobifastigium sau ortobicupolă digonală: 4 triunghiuri (coplanare), 4 pătrate; este autodual        |
| D3h [2,3] *223 |         | Ortobicupolă triunghiulară (J27): 8 triunghiuri, 6 pătrate; dualul său este dodecaedrul trapezorombic |
| D4h [2,4] *224 |         | Ortobicupolă pătrată (J28): 8 triunghiuri, 10 pătrate                                                 |
| D5h [2,5] *225 |         | Ortobicupolă pentagonală (J30): 10 triunghiuri, 10 pătrate, 2 pentagoane                              |
| Dnh [2,n] *22n |         | Ortobicupolă n-gonală: 2n triunghiuri, 2n dreptunghiuri, 2 n-goane                                    |

### Girobicupole
O girobicupolă n-gonală are aceeași topologie ca o antiprismă n-gonală rectificată, notația Conway a poliedrelor, aAn.
| Simetrie        | Imagine | Descriere                                                                                                   |
| --------------- | ------- | --- |
| D2d [2+,4] 2*2  |         | Girobifastigium (J26) sau girobicupolă digonală: 4 triunghiuri 4 pătrate                                    |
| D3d [2+,6] 2*3  |         | Girobicupolă triunghiulară sau cuboctaedru: 8 triunghiuri, 6 pătrate; dualul său este dodecaedrul rombic    |
| D4d [2+,8] 2*4  |         | Girobicupolă pătrată (J29): 8 triunghiuri, 10 pătrate                                                       |
| D5d [2+,10] 2*5 |         | Girobicupolă pentagonală (J31): 10 triunghiuri, 10 pătrate, 2 pentagoane, dualul său este Icosaedrul rombic |
| Dnd [2+,2n] 2*n |         | Girobicupolă n-gonală: 2n triunghiuri, 2n dreptunghiuri, 2 n-goane                                          |